# Stig Sæterbakkens minnepris
Stig Sæterbakkens minnepris är ett norskt litteraturpris instiftat 2012 av förlaget Cappelen Damm. Det delas ut till minne av författaren Stig Sæterbakken och går årligen till en författare som ska ha givit ut två till fyra skönlitterära böcker med "övertygande litterära kvaliteter". Prissumman är 100 000 norska kronor.

## Mottagare
- 2012: Mette Karlsvik
- 2013: Jan Roar Leikvoll
- 2014: Kristin Berget
- 2015: Tina Åmodt
- 2016: Morten Langeland
- 2017: Cathrine Knudsen
- 2018: Bjørn Vatne
- 2019: Aina Villanger
- 2020: Joakim Kjørsvik
- 2021: Victoria Kielland